# Taxi-meter (Bangkok)

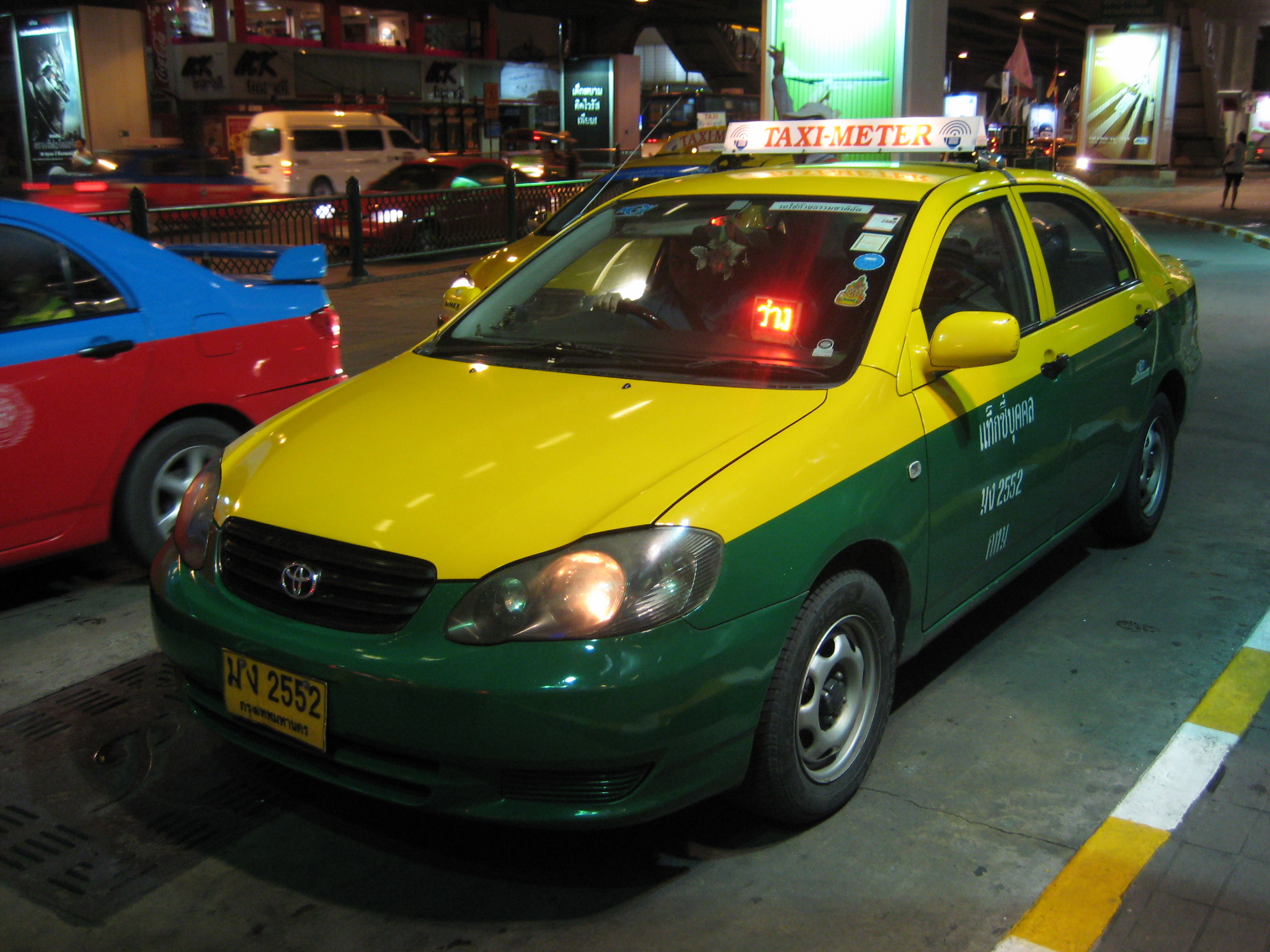
Taxi-meter met brandende rode lamp achter de voorruit

De Taxi-meter is een systeem van taxi's in Bangkok. Het is in 1992 geïntroduceerd om een eind te maken aan oplichting van taxipassagiers.
De voertuigen zijn over het algemeen van het merk Toyota. Ze zijn gespoten in een kleur of in een kleurencombinatie zoals roze, oranje of geel-groen, wit-rood etc. Een taxi-meter kan worden herkend aan het woordje 'meter' na 'taxi' op het dak. Alle taxi-meters hebben een rood lampje links achter de voorruit. Als het lampje brandt is de taxi vrij.
De taxi's hebben een individueel registratienummer dat bestaat uit vier cijfers dat op gele bordjes aan de binnenzijde van de beide achterportieren staat. Er is een centraal punt om klachten in te dienen. Veel van de taxi-meters zijn verbonden aan een centrale. Men kan ze herkennen aan de mobilofoon die naast het woord "taxi-meter" op het dak staat afgebeeld.
Taxichauffeurs zijn verplicht om hun meter aan te zetten, tenzij het een rit naar buiten Bangkok en de omliggende provincies betreft. De prijzen voor dergelijke langere ritten zijn onderhandelbaar. Bij veel winkelcentra, hotels en de grote busstations is een taxistandplaats; wie hier een taxi-meter neemt betaalt geen toeslag.

## Ontstaan
De taxi-meter is door de regering ingesteld om een einde te maken aan het oplichten van passagiers door taxichauffeurs die zelf konden onderhandelen over de prijs. Vooral mensen van buiten de stad, zowel Thai als buitenlanders, waren hiervan vaak de dupe, omdat hoge bedragen werden gevraagd voor later kort blijkende ritten.

## Kleurschema's en betekenis
De taxibedrijven in Bangkok hebben allemaal een eigen kleur:
- Lichtblauw met een wit logo: Thai H Leasing Co Ltd.
- Blauw met een wit logo: Taxi Cooperative Co Ltd.
- Geel met een groen logo: Samaggitham Taxi Cooperative
- Oranje met een wit logo: Boworn Taxi Co Ltd.
- Paars met een wit logo: Laemthong Taxi Cooperative
- Lichtgroen met een wit logo: Suvannabhum Taxi Cooperative
- Geel met groen: Particuliere taxi[4]

## Bestuurders
Het grootste gedeelte van de bestuurders is man en is afkomstig uit Isaan of andere arme provincies. Velen van hen hebben in hun eigen dorp nog een rijstveld en keren periodiek naar huis terug. Daardoor rijden er meestal tijdens de oogst- en zaaiperiodes op de wegen van Bangkok minder taxi's dan normaal. Veel bestuurders spreken slechts in beperkte mate Engels.
In het algemeen kan men de bestuurders in drie groepen onderverdelen:
- Taxichauffeurs die een taxi per halve dag huren.
- Taxichauffeurs die in dienst zijn bij een taxibedrijf.
- Taxichauffeurs die een eigen taxi hebben en zelfstandig of voor een taxibedrijf werken.

Privé-eigenaren rijden dikwijls in modellen die vaak wat ouder zijn omdat zij vaak jaren moeten sparen voor de vervanging van hun voertuig.

## Problematiek
Hoewel het tarief eerlijk is bepaald, denken toeristen soms dat ze worden afgezet. Ze proberen dan over de prijs te onderhandelen of ze laten zich overhalen om de meter uit te laten. Hiermee negeren ze de reden waarom het systeem in de eerste plaats geïntroduceerd is. Soms weigert de bestuurder de meter aan te zetten of klaagt hij dat de meter kapot is of dat hij niet genoeg geld verdiend heeft die dag. Het is bij de wet verplicht voor een taxichauffeur om zijn meter aan te zetten.
Op sommige momenten van de dag moeten de bestuurders hun voertuig inleveren. Omdat de bestuurder bij te laat inleveren een boete moet betalen kan het op dat moment moeilijk zijn om een taxi naar de bestemming te vinden. Overdag worden de taxi's vaak ingeruild tussen twee en vier uur 's middags; 's nachts eveneens tussen twee en vier uur.
De bestuurders huren de taxi-meters doorgaans voor twaalf uur per dag. Ze maken dus lange werkdagen en leiden soms aan slaaptekort. Sommige bestuurders huren zelfs voor een hele dag. Om het slaaptekort tegen te gaan gebruiken veel taxibestuurders pepdrankjes met veel cafeïne, zoals Red Bull (in Thailand: Krating deang), M-150. Ook gebruiken sommige bestuurders drugs om wakker te blijven. Sommige bestuurders voeren de meter op waardoor de ritprijs op lange ritten 10 tot 20 baht hoger kan uitvallen.
Sommige bestuurders hebben brochures van hotels, winkels, winkelcentra, massagehuizen, bars en restaurants in hun auto. Vaak krijgen ze commissie voor het aanbrengen van een klant. De commissie varieert van 100 tot 1000 baht en wordt op de rekening van de gast gepresenteerd. Sommige bestuurders zullen daarom proberen de klant naar een plaats te brengen waar zij commissie krijgen, bijvoorbeeld door als smoes te gebruiken dat de plaats waar de klant naartoe wil gaan gesloten is, of vol is. In zo'n geval staat de bestuurder er vaak op om even mee naar binnen te gaan.

## Andere aanbieders
Men kan ook een auto met bestuurder huren, of een luxe taxi. Telefoonnummers hiervan kan men vinden in de krant, in toeristische publicaties, of in hotels. De prijzen voor deze services liggen binnen Bangkok in de meeste gevallen hoger dan die voor taxi-meters. Ook zijn dit vaak privé-aanbieders bij wie verhaal gehaald kan worden. Ook taxi-meter aanbieders proberen hun taxi op deze manier aan te bieden aan mensen die niet bekend zijn met de werking van het systeem. Hiernaast rijden ook nog een aantal auto's rond met een bordje 'taxi' op het dak; deze hebben geen meter. Meestal wachten deze bij busstations of hotels om bezoekers, die naar de stad willen op te pikken.